# Districte de Locarno
El Districte de Locarno és un dels 8 districtes del cantó de Ticino (Suïssa). Té 61157 habitants (cens de 2007) i una superfície de 551.4 km². Està format per 39 municipis i el cap del districte és Locarno.

## Municipis
| Circolo del Gambarogno | Circolo del Gambarogno | Circolo del Gambarogno | Circolo del Gambarogno | Circolo del Gambarogno |
| Escut                  | Nom                    | Habitants (Des. 2007)  | Superfície en km²      | Núm. OFS               |
| ---------------------- | ---------------------- | ---------------------- | ---------------------- | ---------------------- |
| Caviano                | Caviano                | 111                    | 3.2                    | 5098                   |
| Contone                | Contone                | 786                    | 2.3                    | 5101                   |
| Gerra                  | Gerra (Gambarogno)     | 302                    | 3.1                    | 5106                   |
| Indemini               | Indemini               | 44                     | 11.3                   | 5110                   |
| Magadino               | Magadino               | 1604                   | 7.3                    | 5116                   |
| Piazzogna              | Piazzogna              | 375                    | 3.9                    | 5123                   |
| San Nazzaro            | San Nazzaro            | 714                    | 5.5                    | 5127                   |
| Sant' Abbondio         | Sant' Abbondio         | 139                    | 3.2                    | 5128                   |
| Vira                   | Vira (Gambarogno)      | 662                    | 11.9                   | 5134                   |
|                        | Total                  | 4737                   | 51.7                   |                        |

| Circolo dell'Isole | Circolo dell'Isole | Circolo dell'Isole    | Circolo dell'Isole | Circolo dell'Isole |
| Escut              | Nom                | Habitants (Des. 2007) | Superfície en km²  | Núm. OFS           |
| ------------------ | ------------------ | --------------------- | ------------------ | ------------------ |
| Ascona             | Ascona             | 5519                  | 5.0                | 5091               |
| Brissago           | Brissago           | 1899                  | 17.8               | 5097               |
| Losone             | Losone             | 6352                  | 9.5                | 5115               |
| Ronco sopra Ascona | Ronco sopra Ascona | 662                   | 5.0                | 5125               |
|                    | Total              | 14'432                | 37.3               |                    |

| Circolo di Locarno | Circolo di Locarno | Circolo di Locarno    | Circolo di Locarno | Circolo di Locarno |
| Escut              | Nom                | Habitants (Des. 2007) | Superfície en km²  | Núm. OFS           |
| ------------------ | ------------------ | --------------------- | ------------------ | ------------------ |
| Locarno            | Locarno            | 14'909                | 19.4               | 5113               |
| Muralto            | Muralto            | 2803                  | 0.6                | 5120               |
| Orselina           | Orselina           | 768                   | 2.0                | 5121               |
|                    | Total              | 18'480                | 22.0               |                    |

| Circolo della Melezza | Circolo della Melezza | Circolo della Melezza | Circolo della Melezza | Circolo della Melezza |
| Escut                 | Nom                   | Habitants (Des. 2007) | Superfície en km²     | Núm. OFS              |
| --------------------- | --------------------- | --------------------- | --------------------- | --------------------- |
| Borgnone              | Borgnone              | 118                   | 10.6                  | 5094                  |
| Cavigliano            | Cavigliano            | 718                   | 5.5                   | 5099                  |
| Intragna              | Intragna              | 882                   | 24.1                  | 5111                  |
| Palagnedra            | Palagnedra            | 120                   | 16.8                  | 5122                  |
| Tegna                 | Tegna                 | 751                   | 2.9                   | 5130                  |
| Verscio               | Verscio               | 1091                  | 3.1                   | 5133                  |
|                       | Total                 | 3680                  | 63.0                  |                       |

| Circolo della Navegna | Circolo della Navegna | Circolo della Navegna | Circolo della Navegna | Circolo della Navegna |
| Escut                 | Nom                   | Habitants (Des. 2007) | Superfície en km²     | Núm. OFS              |
| --------------------- | --------------------- | --------------------- | --------------------- | --------------------- |
| Brione sopra Minusio  | Brione sopra Minusio  | 546                   | 3.8                   | 5096                  |
| Cugnasco-Gerra        | Cugnasco-Gerra        | 2673                  | 35.8                  | 5138                  |
| Gordola               | Gordola               | 4320                  | 7.0                   | 5108                  |
| Mergoscia             | Mergoscia             | 205                   | 12.2                  | 5117                  |
| Minusio               | Minusio               | 6842                  | 5.9                   | 5118                  |
| Tenero-Contra         | Tenero-Contra         | 2477                  | 3.7                   | 5131                  |
|                       | Total                 | 17'063                | 68.4                  |                       |

| Circolo d'Onsernone | Circolo d'Onsernone | Circolo d'Onsernone   | Circolo d'Onsernone | Circolo d'Onsernone |
| Escut               | Nom                 | Habitants (Des. 2007) | Superfície en km²   | Núm. OFS            |
| ------------------- | ------------------- | --------------------- | ------------------- | ------------------- |
| Gresso              | Gresso              | 27                    | 11.1                | 5109                |
| Isorno              | Isorno              | 346                   | 17.1                | 5137                |
| Mosogno             | Mosogno             | 59                    | 8.6                 | 5119                |
| Onsernone           | Onsernone           | 293                   | 29.9                | 5136                |
| Vergeletto          | Vergeletto          | 60                    | 40.7                | 5132                |
|                     | Total               | 785                   | 107.4               |                     |

| Circolo della Verzasca | Circolo della Verzasca | Circolo della Verzasca | Circolo della Verzasca | Circolo della Verzasca |
| Escut                  | Nom                    | Habitants (Des. 2007)  | Superfície en km²      | Núm. OFS               |
| ---------------------- | ---------------------- | ---------------------- | ---------------------- | ---------------------- |
| Brione (Verzasca)      | Brione (Verzasca)      | 202                    | 48.5                   | 5095                   |
| Corippo                | Corippo                | 19                     | 7.7                    | 5102                   |
| Frasco                 | Frasco                 | 114                    | 25.8                   | 5105                   |
| Lavertezzo             | Lavertezzo             | 1213                   | 58.1                   | 5112                   |
| Sonogno                | Sonogno                | 85                     | 37.6                   | 5129                   |
| Vogorno                | Vogorno                | 289                    | 23.9                   | 5135                   |
|                        | Total                  | 1922                   | 200.7                  |                        |

## Fusions de municipis

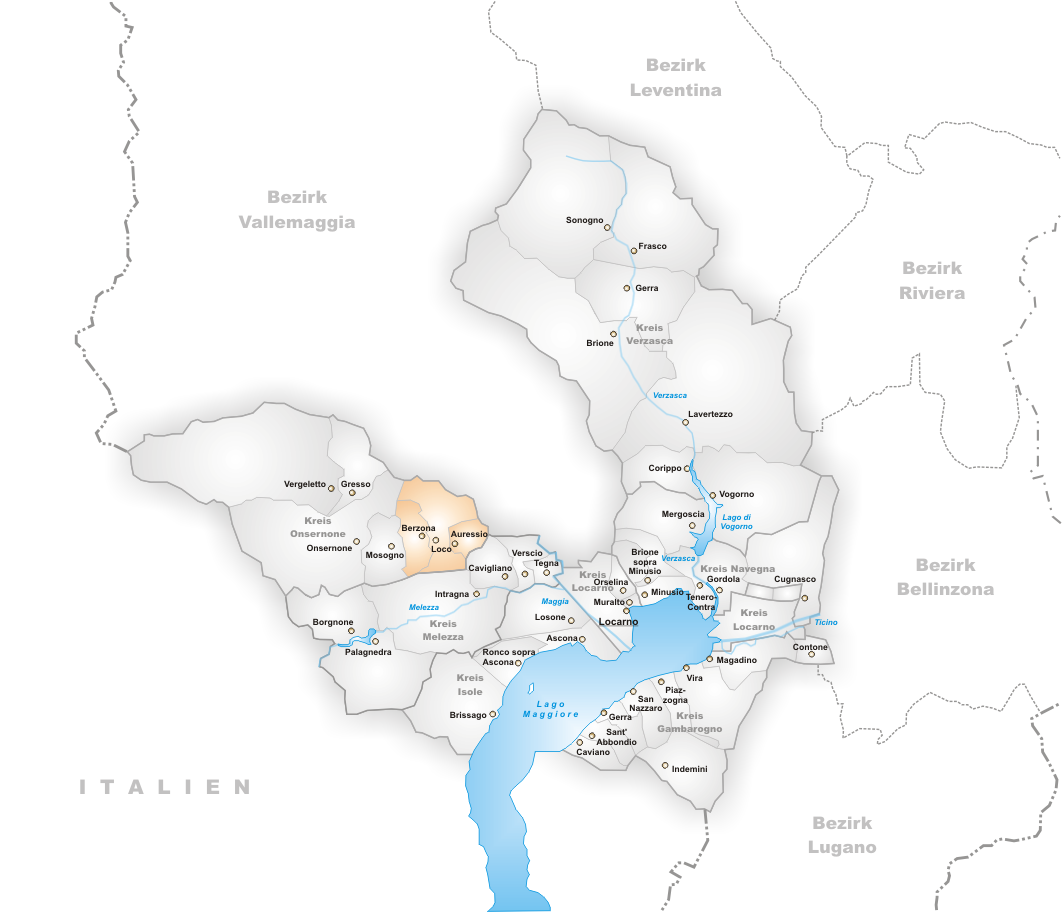
Municipis el 2001
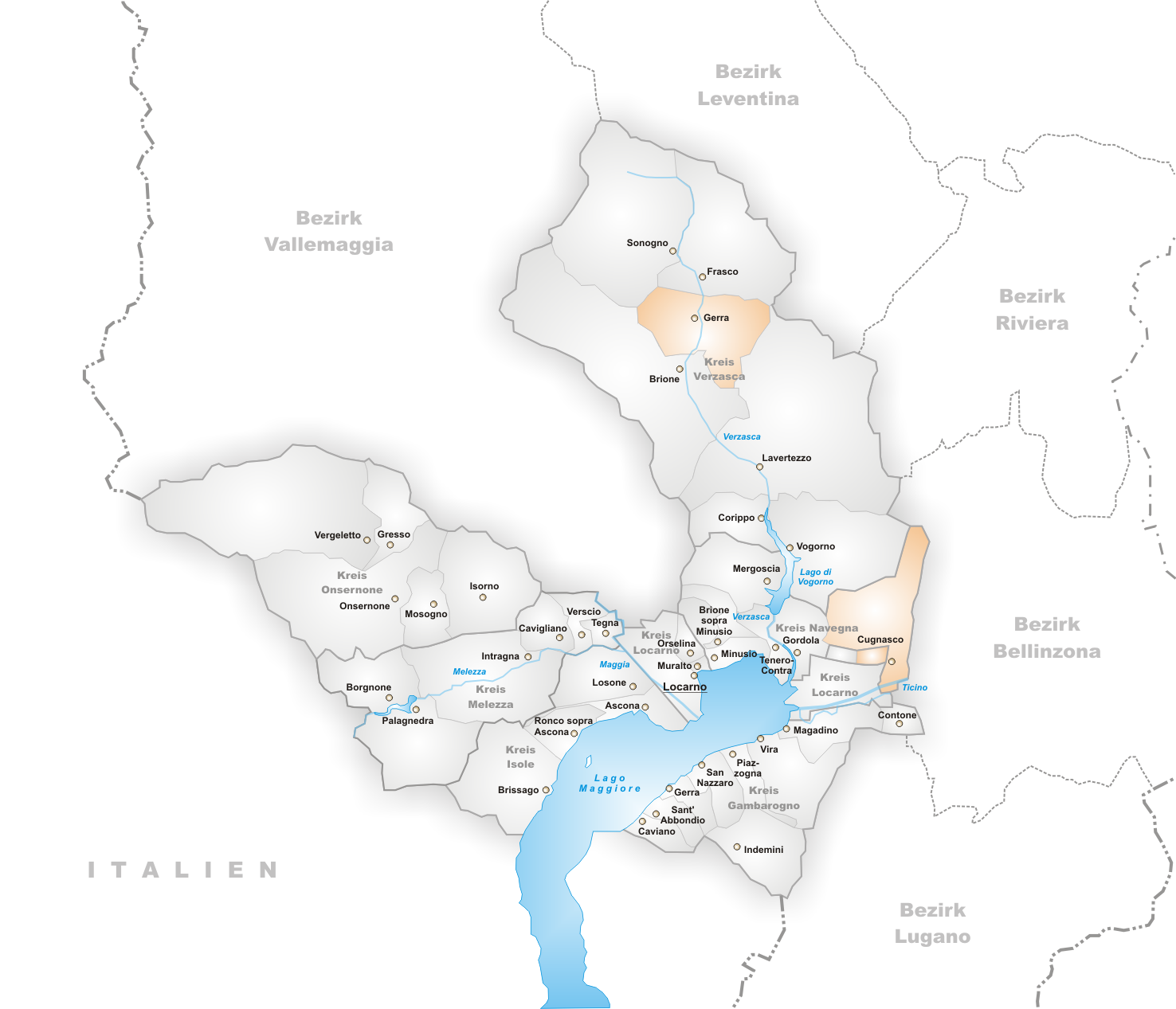
Municipis el 2008

### Fusions
- 2001: Auressio, Berzona i Loco → Isorno
- 2008: Cugnasco i Gerra (Verzasca) → Cugnasco-Gerra